# Ciboulette
För det bibliska begreppet för ett ord eller en fras som avslöjar var talaren kommer ifrån, se schibbolet

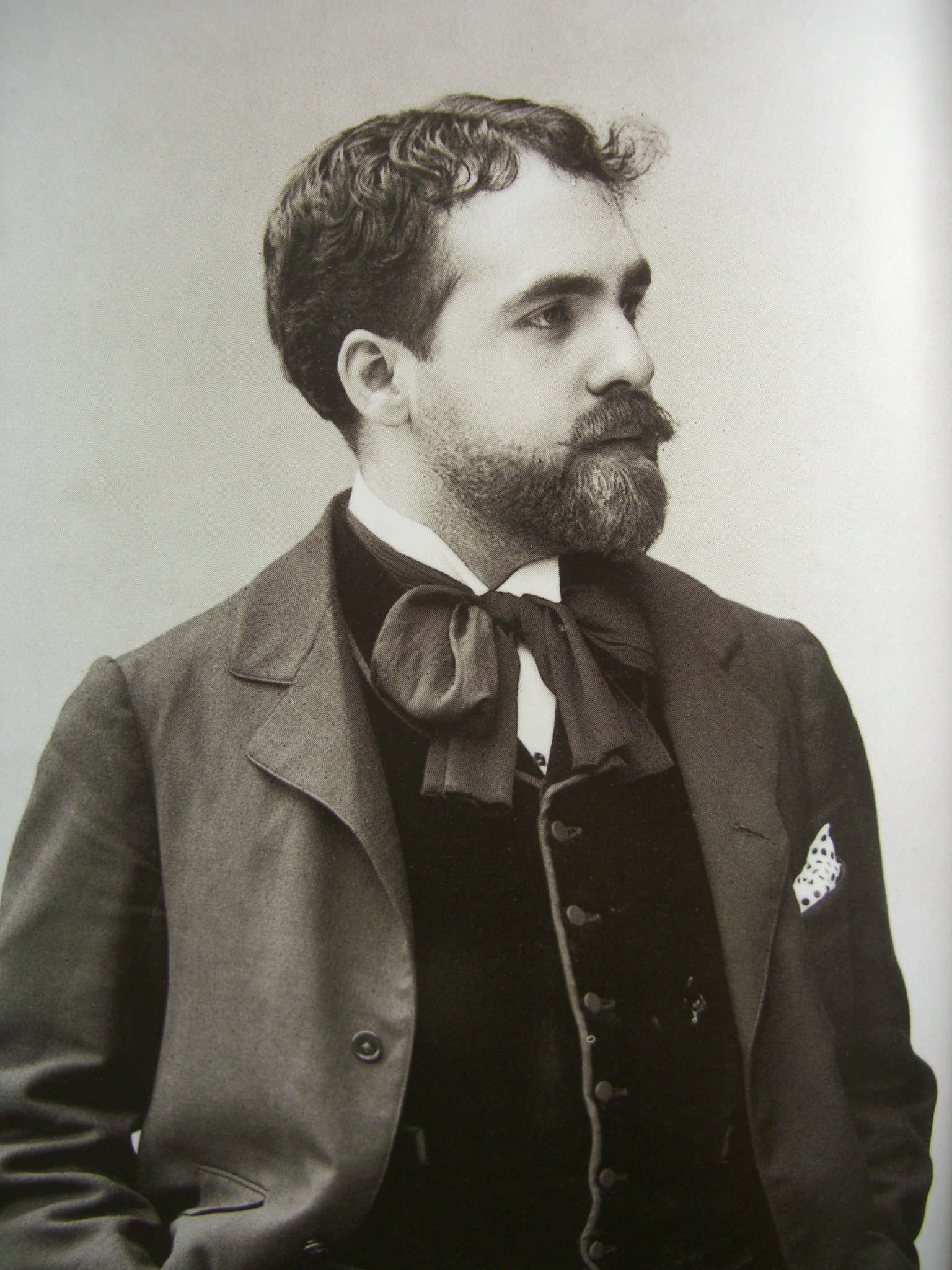
Reynaldo Hahn.

Ciboulette är en fransk operett från 1923 i tre akter med musik av Reynaldo Hahn och libretto av Robert de Flers och Francis de Croisset.

## Historia
Robert de Flers, som var chefredaktör för tidskriften Le Figaro, var den som föreslog Hahn att komponera en opera och Hahn ägnade två år (1921-1922) åt att skriva musiken. Operan hade premiär den april 1923 på Théâtre des Variétés i Paris. 

## Handling
I det stora marknadscentrumet Hallarna i Paris arbetar den vackra Ciboulette. Hon vill gifta sig men är missbelåten med de åtta friare som har uppvaktat henne hittills. Hon frågar den synske Duparquet om råds och han säger att hon måste finna sin tillkommande i en hög med kål, att hon måste erövra honom från en kvinna som ska bli vit på en sekund och hon måste finna hans frieri i en tamburin. Efter många förvecklingar går alla löften i uppfyllelse.

## Roller
- Ciboulette (sopran)
- Zénobie (sopran)
- Madame Pingret (basbaryton)
- Madame Grenu (sopran)
- Duparquet (baryton)
- Antonin (tenor)
- Roger (baryton)
- Olivier Métra (baryton)
- Comtesse de Castiglione (sopran)